# Liste der Landschaftsschutzgebiete im Landkreis Lindau (Bodensee)
Im Landkreis Lindau (Bodensee) gibt es fünf Landschaftsschutzgebiete. (Stand: November 2018)

## Hinweise zu den Angaben in der Tabelle
- Gebietsname: Amtliche Bezeichnung des Schutzgebietes
- Bild/Commons: Bild und Link zu weiteren Bildern aus dem Schutzgebiet
- LSG-ID: Amtliche Nummer des Schutzgebietes
- WDPA-ID: Link zum Eintrag des Schutzgebietes in der World Database on Protected Areas
- Wikidata: Link zum Wikidata-Eintrag des Schutzgebietes
- Ausweisung: Datum der Ausweisung als Schutzgebiet
- Gemeinde(n): Gemeinden, auf denen sich das Schutzgebiet befindet
- Lage: Geografischer Standort
- Fläche: Gesamtfläche des Schutzgebietes in Hektar
- Flächenanteil: Anteilige Flächen des Schutzgebietes in Landkreisen/Gemeinden, Angabe in % der Gesamtfläche
- Bemerkung: Besonderheiten und Anmerkungen

Bis auf die Spalte Lage sind alle Spalten sortierbar.
| Gebietsname                                   | Bild/Commons   | LSG-ID       | WDPA-ID | Wikidata  | Ausweisung | Gemeinde(n) | Lage     | Fläche ha | Flächenanteil                        | Bemerkung |
| --------------------------------------------- | -------------- | ------------ | ------- | --------- | ---------- | ----------- | -------- | --------- | ------------------------------------ | --------- |
| Bayerisches Bodenseeufer                      | weitere Bilder | LSG-00388.01 | 395896  | Q59610123 | 1986       |             | Position | 952,16    | Landkreis Lindau (Bodensee) (25,1 %) |           |
| Hagspielmoor und seine Umgebung               |                | LSG-00177.01 | 395649  | Q59610119 | 1969       |             | Position | 41,43     | Landkreis Lindau (Bodensee) (100 %)  |           |
| Hoyerberg                                     | weitere Bilder | LSG-00443.01 | 395951  | Q59610128 | 1989       |             | Position | 15,26     | Landkreis Lindau (Bodensee) (100 %)  |           |
| Waldsee bei Lindenberg im Allgäu und Umgebung | weitere Bilder | LSG-00424.01 | 395932  | Q59610124 | 1988       |             | Position | 239,09    | Landkreis Lindau (Bodensee) (100 %)  |           |
| Weißensberger Weiher                          |                | LSG-00450.01 | 395958  | Q59610130 | 1990       |             | Position | 25,7      | Landkreis Lindau (Bodensee) (100 %)  |           |